# 9814072356 (število)
9814072356 je kvadrat števila 99066 in sedeminosemdeseto, ter največje kvadratno število (holodigitalni kvadrat), katerega števke se pojavijo natanko enkrat (OEIS A036745). Tako je tudi vseštevčno število.
Je tudi največja popolna potenca z različnimi števkami, 657-ta v zaporedju takšnih števil (OEIS A075309)
Je kvadrat tretjega največjega petmestnega strobogramatičnega števila (večji sta 99866 in 99166).
Število je tudi člen zaporedja popolnih potenc (OEIS A090516), kjer so vse sosednje števke različne, ki se lahko tudi ponovijo.
{\displaystyle 9814072356=(2\cdot 3\cdot 11\cdot 19\cdot 79)^{2}\;}
Vse praštevilske števke so sosednje 7,2,3,5 v ciklu, kar je enako ciklu {2357} z naravnim redom.
9814072356 je permutacija reda 10, brana od leve proti desni, in reda 6 ({9},{8},{2,3},{0,6,4,7,1,5}), brana od desne proti levi.
V dvojiškem in trojiškem številskem sestavu je šest zadnjih števk enakih:
- dvojiško 100101000111101101101110000{100100}
- trojiško 221022221220112{100100}